# Les Veys
Les Veys ist eine Commune déléguée in der französischen Gemeinde Carentan-les-Marais mit 479 Einwohnern (Stand: 1. Januar 2022) im Département Manche in der Region Normandie.

## Geografie
Der Ort liegt rund 25 Kilometer nördlich von Saint-Lô, auf der Halbinsel Cotentin, an der Grenze zum benachbarten Département Calvados und der Landschaft Bessin. Sie grenzte im Norden mit der Baie des Veys, die selbst Bestandteil der größeren Baie de Seine ist, an den Ärmelkanal. Nachbargemeinden waren Osmanville im Nordosten (Département Calvados), Isigny-sur-Mer im Südosten (Département Calvados), Montmartin-en-Graignes im Süden, Saint-Pellerin im Südwesten, Catz im Westen und Brévands im Nordwesten.
Der Hauptort der Gemeinde Les Veys war L’Église und befindet sich in zentraler Lage, rund vier Kilometer von der Küste entfernt. Die Gemeinde lag im Regionalen Naturpark Marais du Cotentin et du Bessin. In der vormaligen Gemeinde befindet sich auch die Parkverwaltung (Maison du parc).
Der Nordteil der Gemeinde bestand aus zahlreichen Poldern. An der östlichen Gemeindegrenze verlief der Fluss Vire, im Süden der Bach Ruisseau du Moulin Poisson. Außerdem wird das Gemeindegebiet vom Flüsschen Flet durchflossen.

## Toponymie
Les Veys leitet sich aus dem Lateinischen vadum (deutsch Furt, französisch gué, nrm. vé).

## Geschichte
Im Jahre 1837, wurden Beuzeville-sur-le-Vey und Auville-sur-le-Vey zusammengelegt.
Les Veys befand sich zwischen den Stränden Utah Beach und Omaha Beach, wo im Zweiten Weltkrieg die Invasion der Alliierten Truppen stattfand. Les Veys wurde am 1. Januar 2017 nach Carentan-les-Marais eingemeindet. Sie gehörte zum Arrondissement Saint-Lô sowie zum Kanton Carentan und war Mitglied im Gemeindeverband Communauté de communes de la Baie du Cotentin.

## Sehenswürdigkeiten
- Kirche Saint-Martin aus dem 12. Jahrhundert
- Kapelle Saint-Guingalois d’Auville aus dem 14. Jahrhundert
- alte Wache von Beuzeville aus dem 18. Jahrhundert – Monument historique[3].
- Gutshaus von Cantepie aus dem 16. Jahrhundert – Monument historique[4]
- altes Schloss von Beuzeville aus dem 16. Jahrhundert
- La Poissonnerie 16. Jahrhundert
- Saint-Sauveur 16./17. Jahrhundert
- La Gonnivière 17. Jahrhundert

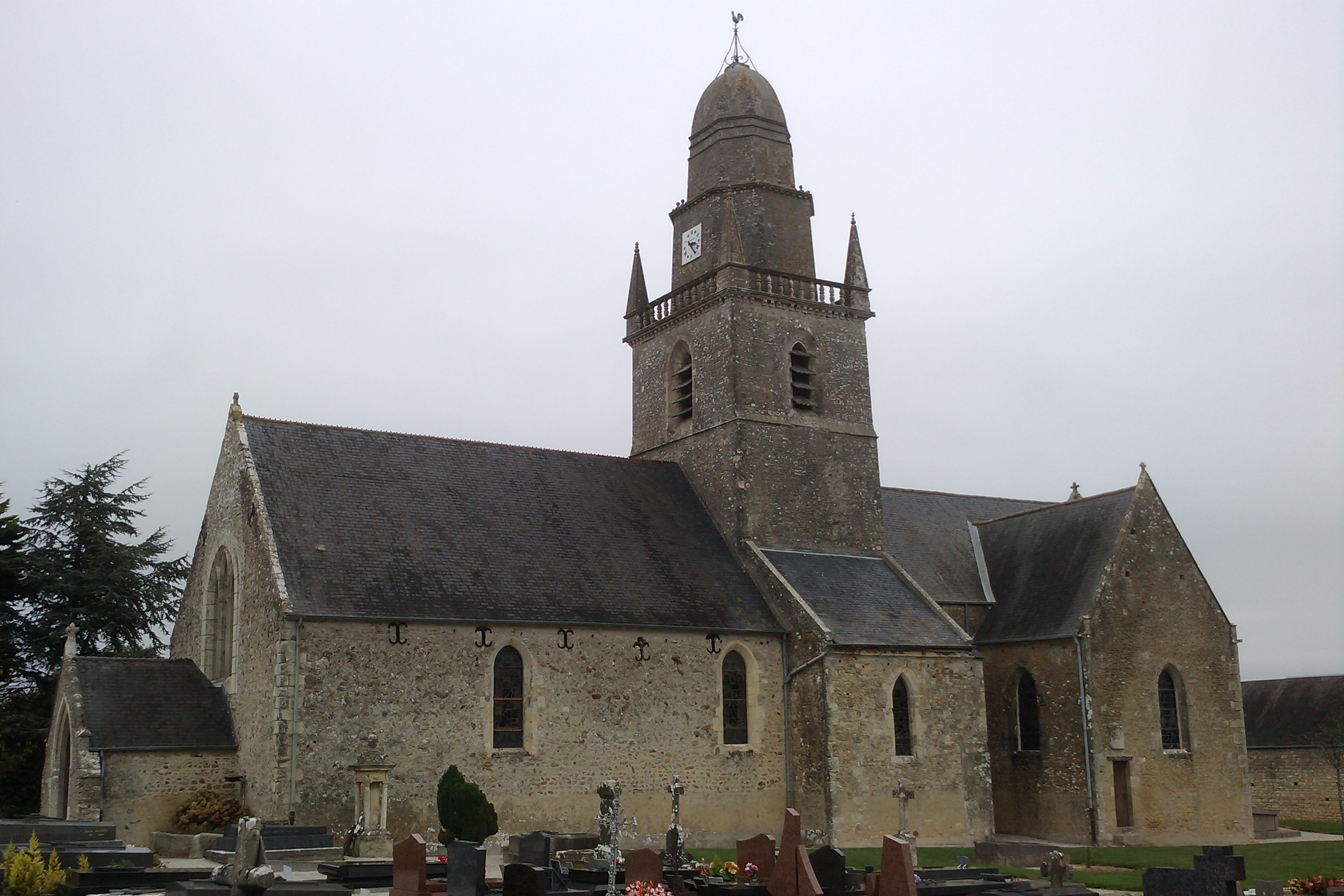
Kirche Saint-Martin de Beuzeville
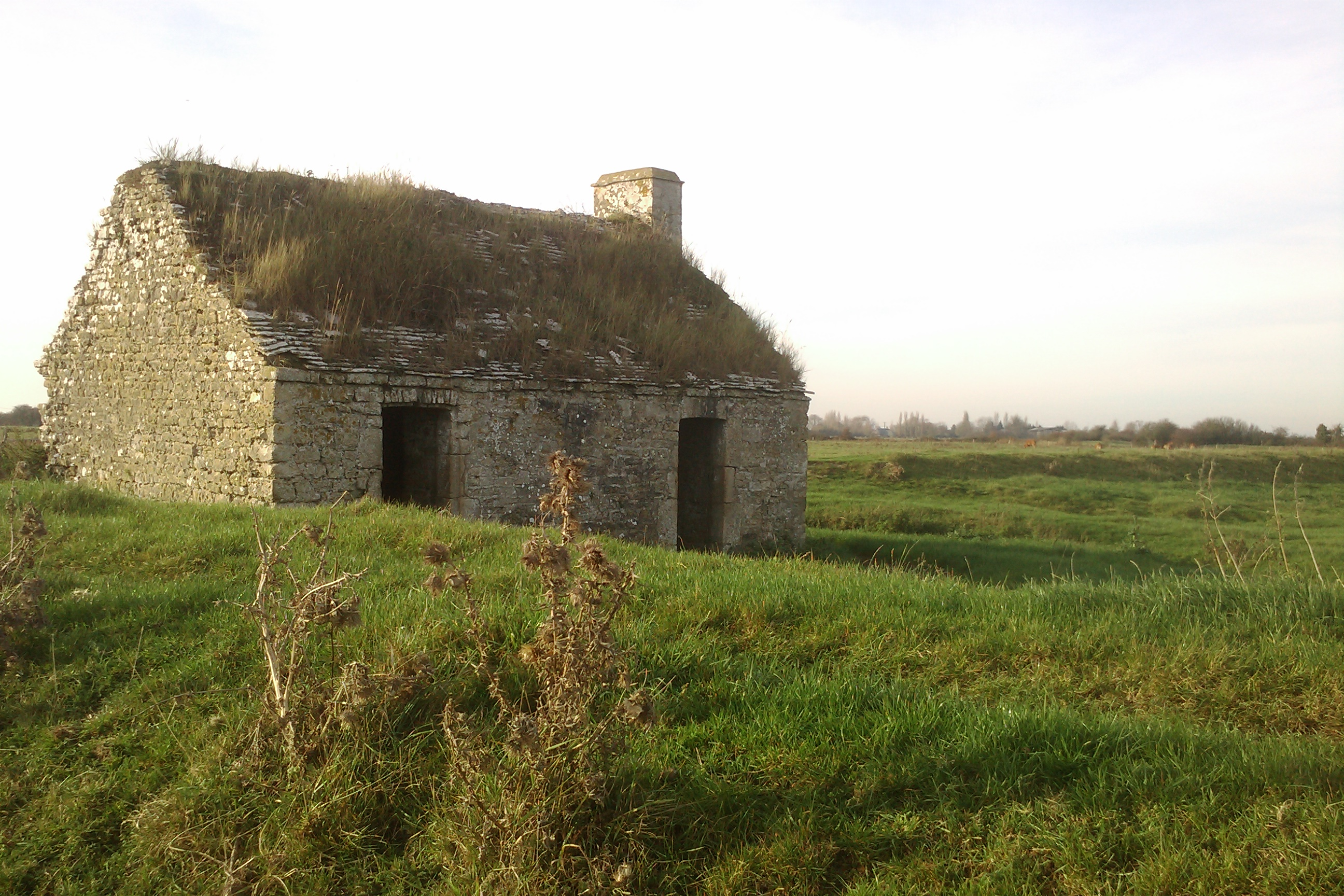
Wache von les Veys
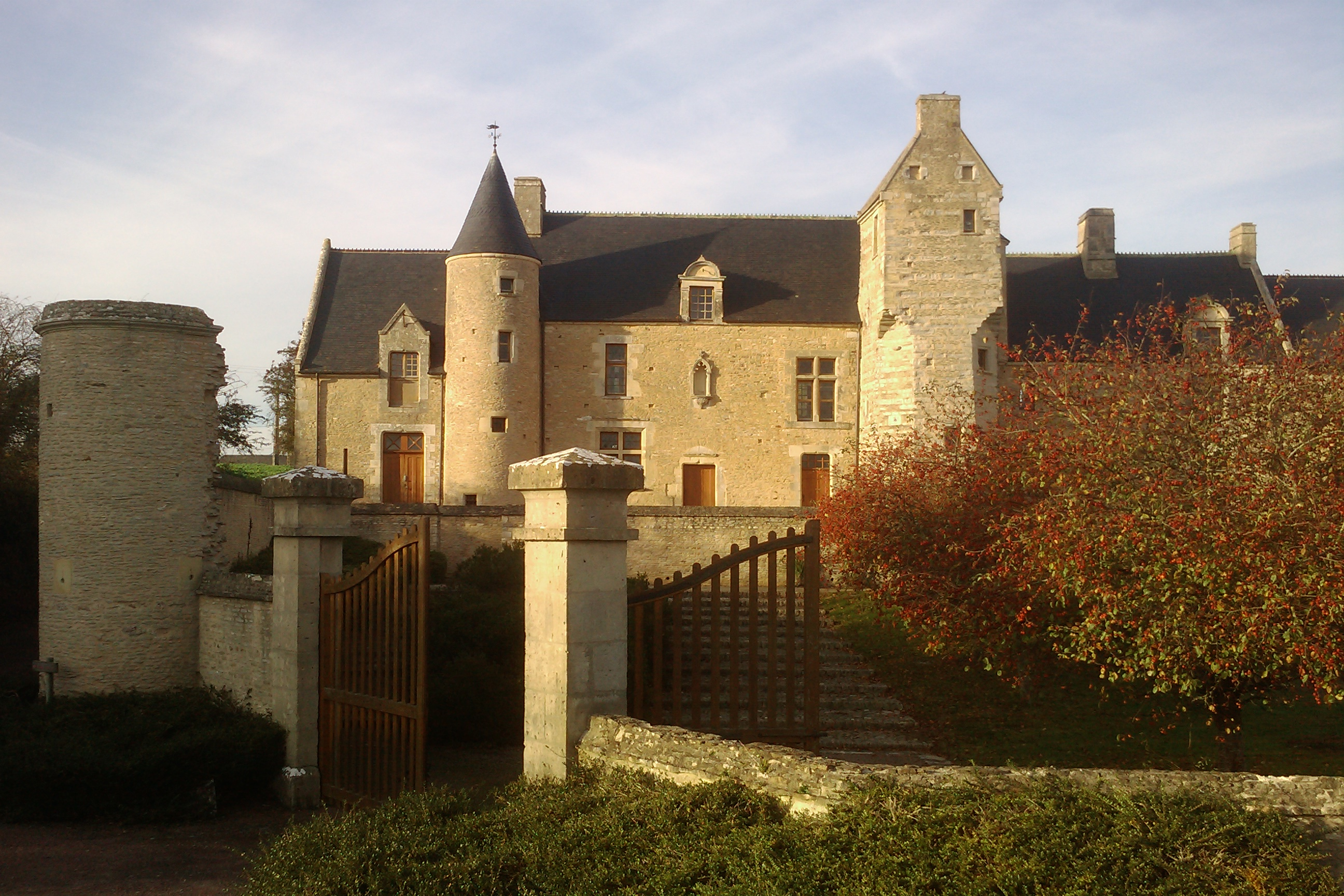
Gutshaus von Cantepie
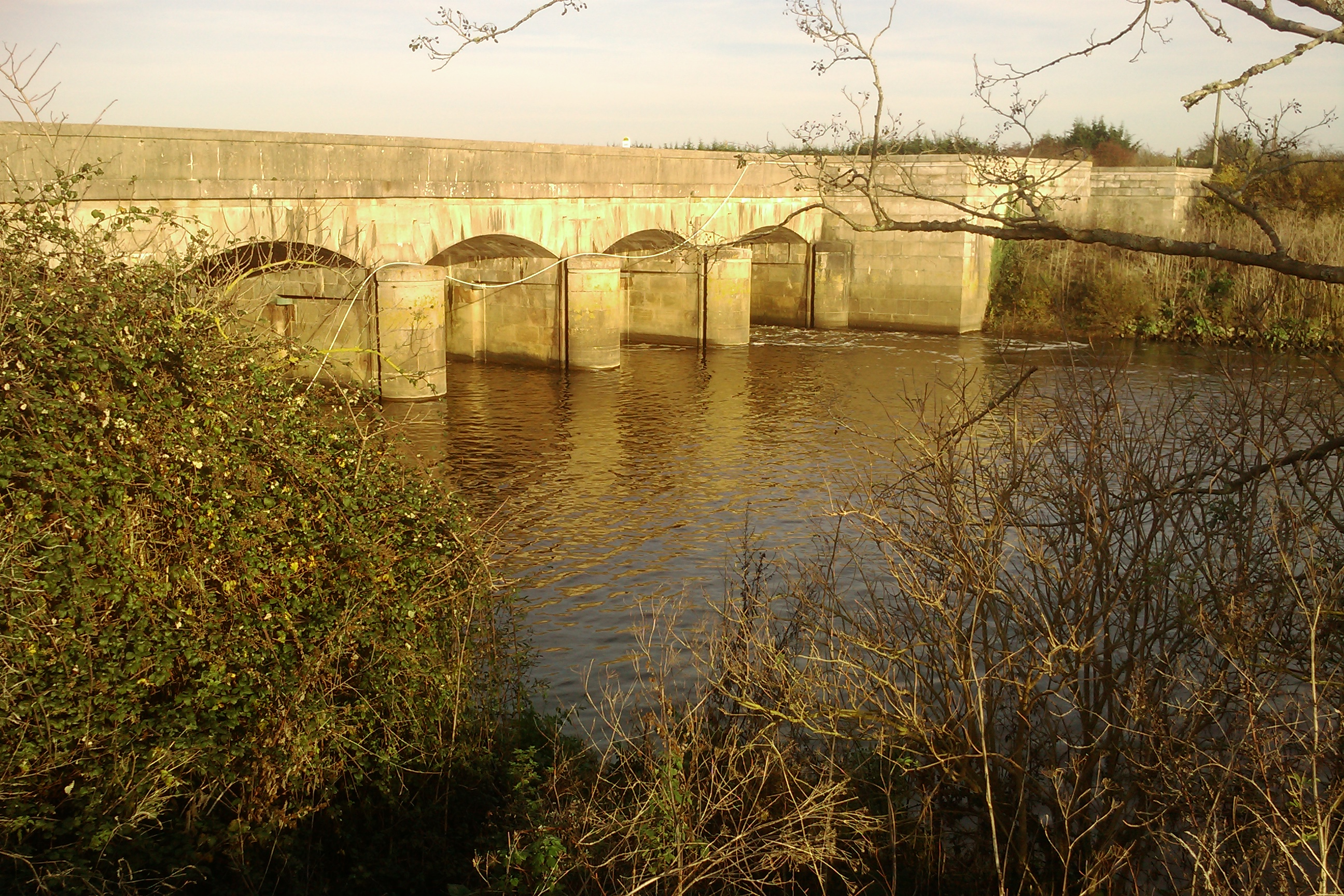
Brücke du Vey und seine portes à flots, die bei Flut schließen und bei Ebbe öffnen